# Kaiserstraße 157 (Wuppertal)

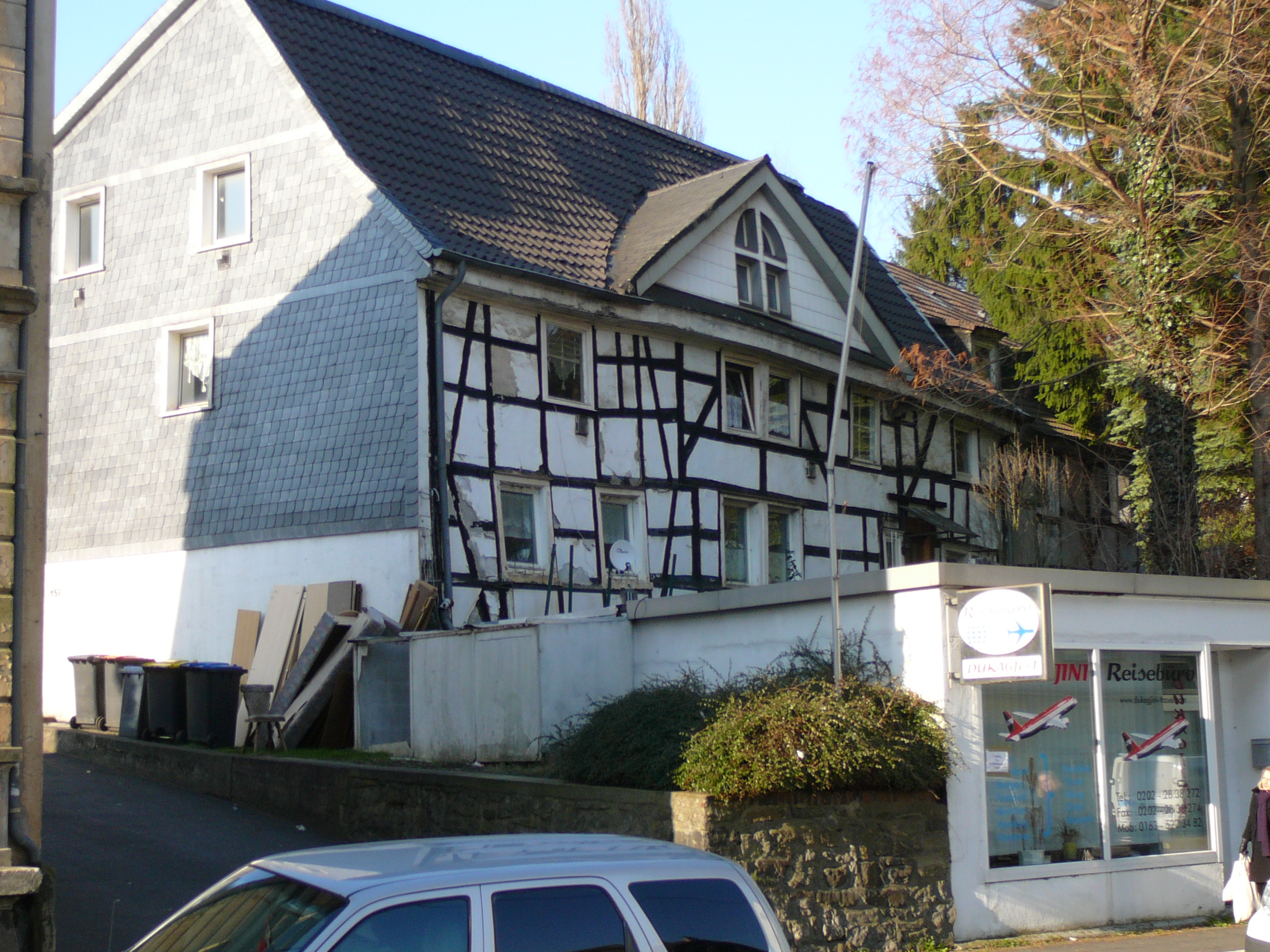
Wohnhaus Kaiserstraße 157

Das Wohnhaus Kaiserstraße 157 ist ein Fachwerkhaus im Wohnquartier Vohwinkel-Mitte des Wuppertaler Stadtteils Vohwinkel.

## Baubeschreibung
Das zweigeschossige Haus an der Vohwinkeler Hauptstraße, die Kaiserstraße die auch als Bundesstraße 228 klassifiziert ist, steht in dem stumpfen Winkel zur Einmündung Schillerstraße auf einer leichten Anhöhe. Zusammen mit dem östlichen Gebäude, dem Haus Schillerstraße 1, ist es ein Teil der historischen Gebäude der ehemaligen Hofschaft Grotenbeck und zählt mit zur ältesten Bausubstanz Vohwinkels. Die Untere Denkmalbehörde schätzt für die Erbauungszeit das Ende des 18. bis Anfang des 19. Jahrhunderts.
Erschlossen wird heute das Haus von der rückseitigen Traufseite. Die westliche Giebelwand ist im Bereich des Obergeschosses und Dachgeschosses verschiefert. An der Traufseite, die Schauseite zur Straße hin, befindet sich ein mittiger Zwerchgiebel. Die beiden Seiten des  Satteldaches haben eine unterschiedliche Neigung. Die rechte Schauseite ist durch hohe Gehölze im Bereich des Vorgartens vor Blicke geschützt. Auf der linken Seite des Vorgartens ist ein kleiner Ladenbau. Ein weiterer Zugang befindet sich an der Ostseite des Gebäudes, der vielleicht früher der Haupteingang des Gebäudes darstellte. An der östlichen Giebelseite steht das Haus Schillerstraße 1.
Das Gebäude wurde trotz negativer Veränderungen aus der Sicht der Denkmalbehörde an der rückwärtigen und seitlichen Verkleidung am 29. Januar 1985 als Baudenkmal in die Denkmalliste der Stadt Wuppertal eingetragen.